# 普里索伊尼克山
46°15′N 13°28′E / 46.25°N 13.46°E

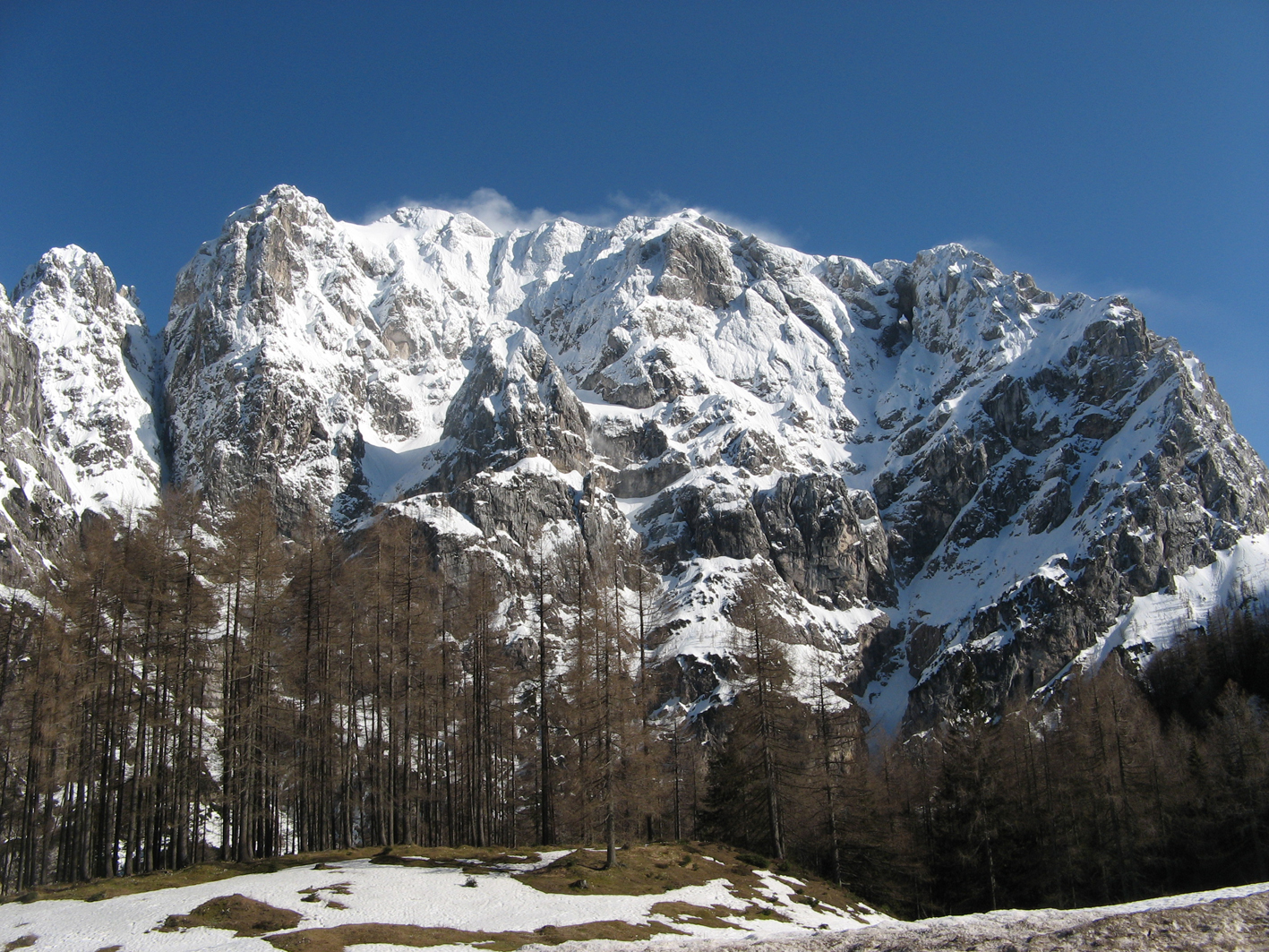

普里索伊尼克山，是斯洛文尼亞的山峰，位於該國西北部，屬於朱利安阿爾卑斯山脈的一部分，海拔高度2,547米，每年平均降雨量2,482毫米。